# Dragmacidon agariciforme
Dragmacidon agariciforme är en svampdjursart som först beskrevs av Arthur Dendy 1905.  Dragmacidon agariciforme ingår i släktet Dragmacidon och familjen Axinellidae.
Artens utbredningsområde är Sri Lanka. Inga underarter finns listade i Catalogue of Life.